# Crispus Allen
Crispus Allen è un personaggio dei fumetti creato da Greg Rucka e Shawn Martinbroug nel 2000 e pubblicato da DC Comics.
Allen è un poliziotto del dipartimento di Gotham City originario di Metropolis, e fa spesso coppia con Renee Montoya.

## Biografia del personaggio
In seguito al terremoto e alla ricostruzione di Gotham City (in Terra di nessuno), Allen viene trasferito da Metropolis all'unità Grandi Crimini del GCPD, in coppia con la detective Renee Montoya.
A differenza della moglie e dei due figli, Allen è agnostico.
Una notte, quando il Ragno Nero (Johnny LaMonica) spara a Montoya, Allen risponde al fuoco, ed uccide il criminale ferendo però la partner; gli Affari Interni indagano su di lui, ma non viene rinvenuto il primo proiettile esploso da LaMonica, rubato da Jim Corrigan, il quale uccide alle spalle Allen che a sua volta indagava, e il delitto irrisolto ha ripercussioni su Montoya, che decide di rassegnare le dimissioni. Inoltre, il corpo di Allen all'obitorio ospita lo Spettro (a partire da Crisi infinita).

## Altri media
Il personaggio di Allen, doppiato in lingua originale da Gary Dourdan, è presente negli episodi Crossfire, In Darkness Dwells e Deadshot del film Batman - Il cavaliere di Gotham; Allen, inizialmente scettico sulla presenza di Batman a Gotham City, inizia poi a ricredersi.
Crispus Allen fa alcune apparizioni nella serie televisiva Gotham, interpretato da Andrew Stewart Jones. Anche qui è il partner di Montoya.
Sulla pellicola Zack Snyder's Justice League è presente un'apparizione di Crispus Allen.